# Brachys aeruginosus
Brachys aeruginosus är en skalbaggsart som beskrevs av Hippolyte Louis Gory 1841. Brachys aeruginosus ingår i släktet Brachys och familjen praktbaggar. Inga underarter finns listade i Catalogue of Life.